# Balta Albă
Balta Albă è un comune della Romania di 2 835 abitanti, ubicato nel distretto di Buzău, nella regione storica della Muntenia.